# Royal Canadian Mounted Police

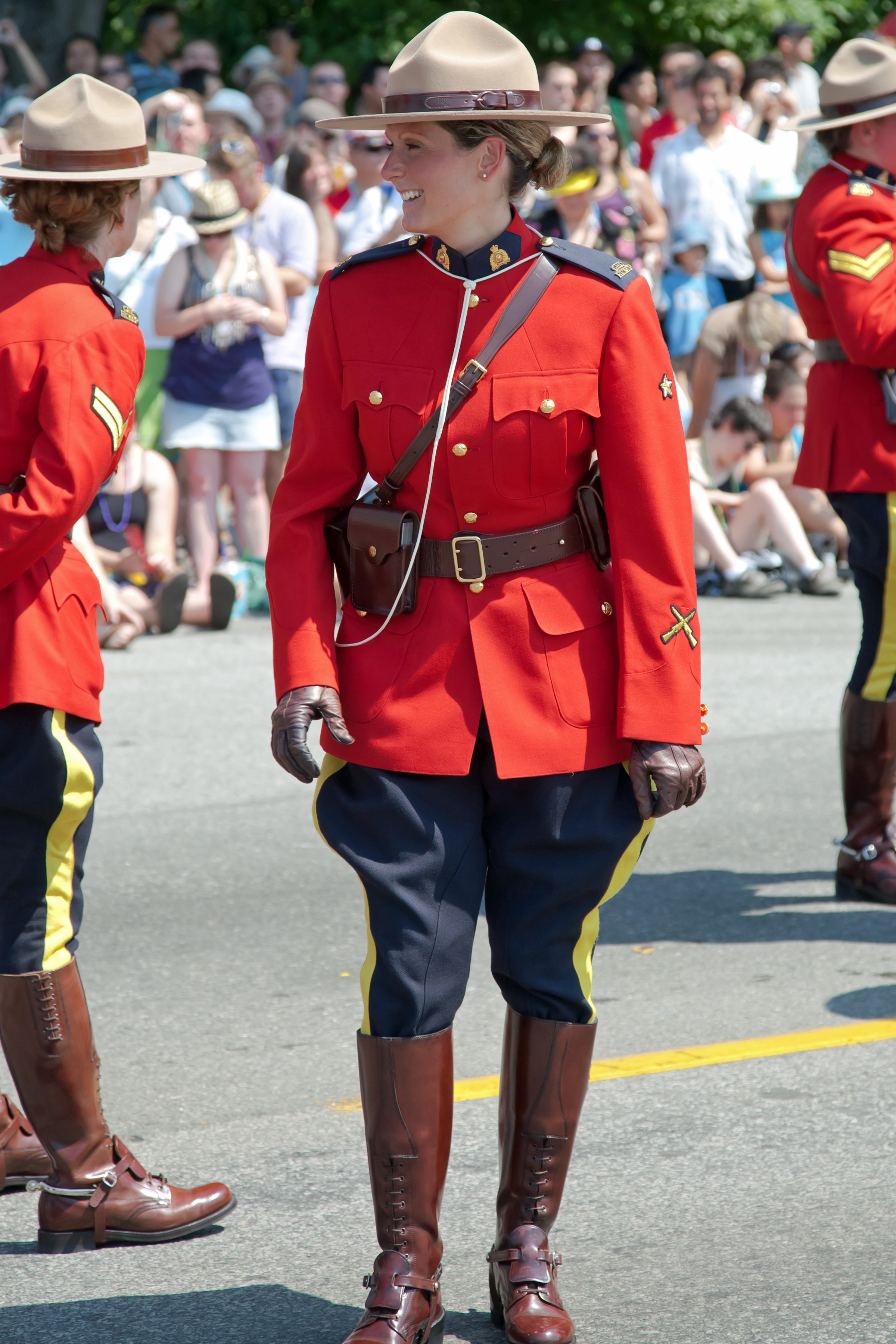
„Mountie“ in Paradeuniform

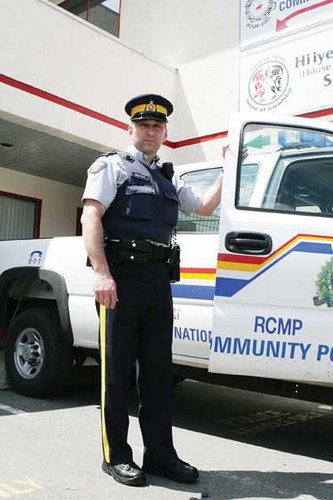
Ein RCMP-Officer in normaler Streifenuniform

Die Royal Canadian Mounted Police (Abkürzung RCMP, deutsch etwa „königliche kanadische berittene Polizei“, umgangssprachliche Kurzbezeichnung „Mounties“; französisch Gendarmerie royale du Canada, GRC, umgangssprachliche Kurzbezeichnung police montée) ist die nationale Polizei Kanadas, die im Auftrag der Provinzen (außer Ontario und Québec) und Territorien sowie vieler Gemeinden auch lokale Aufgaben wahrnimmt. Die Personalstärke der RCMP liegt bei etwa 29.235. Derzeitiger „Commissioner of the Royal Canadian Mounted Police“ ist Mike Duheme. Unterstellt ist die RCMP dem Minister für öffentliche Sicherheit und Notfallbereitschaft (Public Safety Canada).
Die RCMP ist berühmt für ihre Paradeuniform: Waffenrock in traditionellem Rot mit königsblauen Abzeichen, gelben Knöpfen und Tressen, dunkelblaue Breeches, Reitstiefel und breitkrempigem Stetson „Campaign“ Hut. Diesen full dress tragen die Polizisten bei Anlässen wie dem alljährlichen Musical Ride.
Nicht zuletzt wegen zahlreicher Hollywood-Filme haben die „Mounties“ ein romantisches Image als höfliche, stoische Polizisten, die jeden Verbrecher fangen („the Mounties always get their man“).
Als kanadische Bundespolizei arbeitet die RCMP mit anderen Sicherheitsbehörden innerhalb des Landes wie der Canada Border Services Agency (CBSA) sowie mit ausländischen Behörden zusammen.

## Geschichte

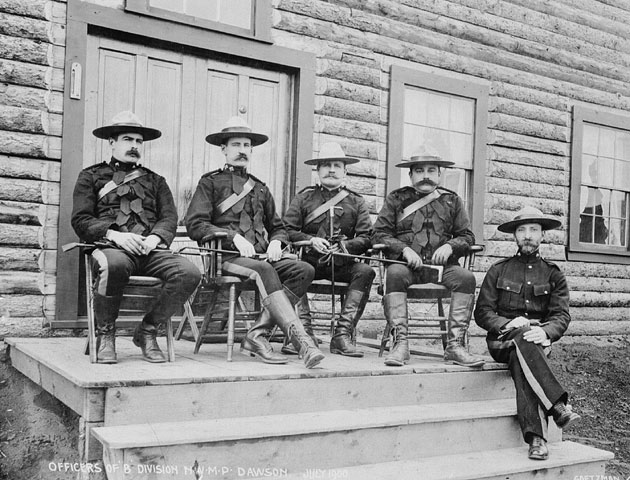
Polizisten der North West Mounted Police, 1900

Vorläufer der RCMP war die am 23. Mai 1873 durch den ersten kanadischen Premierminister John Macdonald gegründete North West Mounted Police (NWMP), die Recht und Ordnung in die damaligen Nordwest-Territorien (zu denen auch die heutigen Provinzen Alberta, Saskatchewan und Teile von Manitoba sowie die Territorien Yukon und Nunavut gehörten) bringen sollte. Die rote Farbe der Uniform sollte einerseits an Großbritannien erinnern und sich andererseits von den blauen US-amerikanischen Militäruniformen abheben. Die Organisation der NWMP wurde an britische Kavallerietruppen angelehnt (daher auch mounted – „beritten“).
Die NWMP nahm 1874 mit dem 'March West' ihren Dienst auf. Sie wurde 1885 während der Nordwest-Rebellion eingesetzt und erntete für ihr Vorgehen u. a. nach dem sogenannten Frog-Lake-Massaker harte Kritik. Freiwillige der North-West Mounted Police nahmen am Zweiten Burenkrieg teil. In Anerkennung ihrer Leistungen wurde die NWMP 1904 in Royal North-West Mounted Police umbenannt. Viele Freiwillige der Einheit nahmen am Ersten Weltkrieg teil.
Die NWMP wurde seit ihrem Bestehen von Mounted police commissioners geleitet, in zeitlicher Reihenfolge von George Arthur French, James Macleod, Acheson Irvine, Lawrence Herchmer und Aylesworth Bowen Perry.
Am 1. Februar 1920 wurde die NWMP mit der Dominion Police, die im Osten Kanadas bundespolizeiliche Aufgaben wahrgenommen hatte, zusammengelegt, in RCMP umbenannt und der Hauptsitz von Regina nach Ottawa verlegt. Aylesworth Bowen Perry, der bereits seit 1900 Mounted police commissioner gewesen war, übernahm das Amt des Commissioner of the Royal Canadian Mounted Police.
Die Hauptaufgabe ist seit dieser Zeit die Durchsetzung des Bundesrechts in allen kanadischen Provinzen und Territorien.
Am 29. September 1931 eröffneten Angehörige der RCMP das Feuer auf Demonstranten während des Estevan riots (einem Streik der Kohle-Bergleute bei Bienfait, Saskatchewan), drei Demonstranten wurden dabei getötet.
Ab den 1920er-Jahren übernahm der RCMP-Sicherheitsdienst, eine spezialisierte politische Spionage- und Gegenspionageeinheit, auch geheimdienstliche Aufgaben. Ende der 1970er-Jahre stellte sich heraus, dass er in dieser Funktion an diversen Verbrechen wie dem Diebstahl von Dokumenten der Parti Québécois und der Brandstiftung in einer Scheune beteiligt war. Als Reaktion darauf wurde 1984 auf Empfehlung der eingesetzten Untersuchungskommission der RCMP-Sicherheitsdienst als Canadian Security Intelligence Service (CSIS) ausgegliedert.
Seit 1974 werden auch Frauen bei der RCMP beschäftigt. Vom 15. Dezember 2006 bis Juli 2007 war Beverley A. Busson kommissarisch der erste weibliche Commissioner. Der erste Zivilist als Leiter der RCMP war ab dem 10. August 2007 William J.S. Elliott.
Ein Museum zur Geschichte der RCMP befindet sich am Standort des Trainingscamps in Regina (Saskatchewan). Dort kann man unter anderem den täglichen Appell sehen sowie an einer Führung durch das Camp teilnehmen. Diese Führung beinhaltet zum Beispiel die Besichtigung der Hindernisparcours und eine der vielen Unterrichtseinheiten zum Thema Befehle und Marschieren. Im Museum sind neben kleineren Souvenirs auch die original RCMP-Hüte erhältlich.
In Zusammenhang mit der Black-Lives-Matter-Bewegung in den Vereinigten Staaten mehrten sich die Vorwürfe gegen die RCMP, dass die Institution durch einen systemischen Rassismus unterwandert sei. Ein Indiz dafür sei die Tatsache, dass 36 % der Todesschüsse, die durch „Mounties“ ausgeführt wurden, Angehörige indigener Gruppen trafen, obwohl Indianer und Inuit nur 4 % der Bevölkerung stellen.
Im April 2018 wurde Brenda Lucki, als erste Frau, zum Commissioner berufen. Im Februar 2023 trat Lucki, mit Wirkung zum 17. März 2023, von ihrem Amt zurück.

## Aufgaben

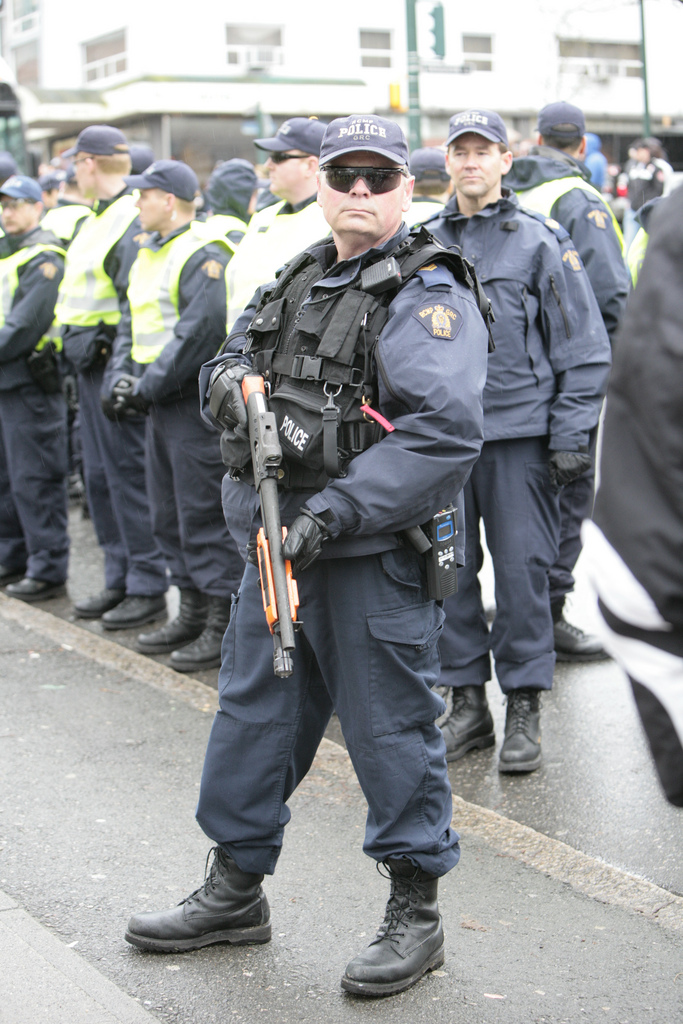
RCMP-Corporal in Einsatzuniform in Vancouver

Als Bundespolizei ist die RCMP in erster Linie für die Durchsetzung des Bundesrechts in ganz Kanada verantwortlich. Generell liegt Recht und Ordnung einschließlich der Durchsetzung des Strafrechts und die entsprechende provinzielle Gesetzgebung verfassungsmäßig im Aufgabenbereich der Provinzen und Territorien. Diese Verantwortung wird in einigen Fällen auf Gemeinden (Städte) übertragen, die ihre eigene städtische Polizei einrichten können. Dies ist in den größten Städten die Regel; jede Stadt mit mehr als 500.000 Einwohnern hat ihre eigene Polizei.
Die beiden bevölkerungsreichsten Provinzen, Ontario und Québec, unterhalten ihre eigene Provinzpolizei, die Ontario Provincial Police (OPP) und die Sûreté du Québec. Die übrigen acht Provinzen optierten jedoch dafür, die meisten oder alle provinziellen Polizeiaufgaben der RCMP zu übertragen. Aufgrund dieser Vereinbarungen nimmt die RCMP Polizeiaufgaben unter der Aufsicht der Provinzregierungen hinsichtlich der Durchsetzung von Provinz- und Kommunalrecht wahr. Als 1949 Neufundland dem kanadischen Bund beitrat, wurden die Newfoundland Rangers mit der RCMP verschmolzen, so dass die RCMP auch auf der Insel alle Polizeiaufgaben übernahm. Bis heute hat jedoch die Royal Newfoundland Constabulary einige Bereiche der Provinz in ihren Zuständigkeitsbereich behalten. In den drei kanadischen Territorien stellt die RCMP die einzige Polizeibehörde. Darüber hinaus vergeben viele Gemeinden in ganz Kanada die Polizeiaufgaben an die RCMP. In der Folge leistet die RCMP Polizeidienste auf Bundes-, Provinz- und Kommunalebene.
Der Aufgabenbereich der RCMP ist breit gefächert. Zu den Bundesaufgaben gehören
- die Durchsetzung der Bundesgesetze einschließlich Bekämpfung von Wirtschaftskriminalität, Geldfälschung, Drogenhandel, Grenzschutz, organisierter Kriminalität und anderer verwandter Angelegenheiten
- Terrorismusabwehr und Inlandssicherheit
- Schutzfunktionen für den König, die Generalgouverneurin, Regierungsangehörige und deren Familien, ausländische Gäste und diplomatische Missionen
- Teilnahme an internationalen Polizeiaktionen

Die RCMP übernimmt Polizeiaufgaben in allen Gebieten außerhalb Ontarios und Quebecs, die über keine eigene Polizei verfügen. Sie hat Zweigstellen in kleinen Gemeinden im äußersten Norden, in abgelegenen Reservaten der First Nations, in ländlichen Gemeinden, aber auch in größeren Städten, z. B. Surrey in British Columbia mit knapp 400.000 Einwohnern.

## Organisation

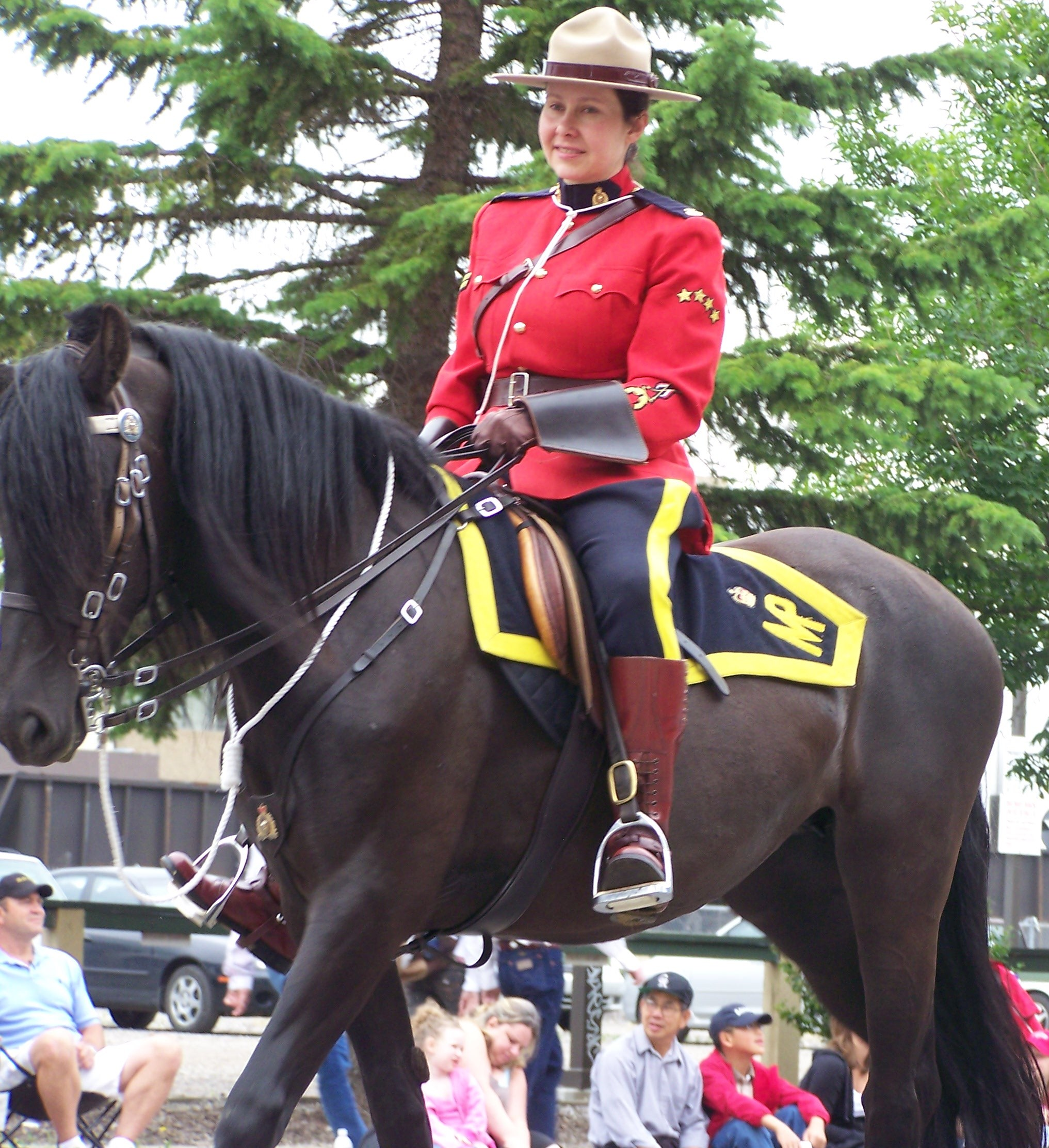
RCMP-Beamtin zu Pferd

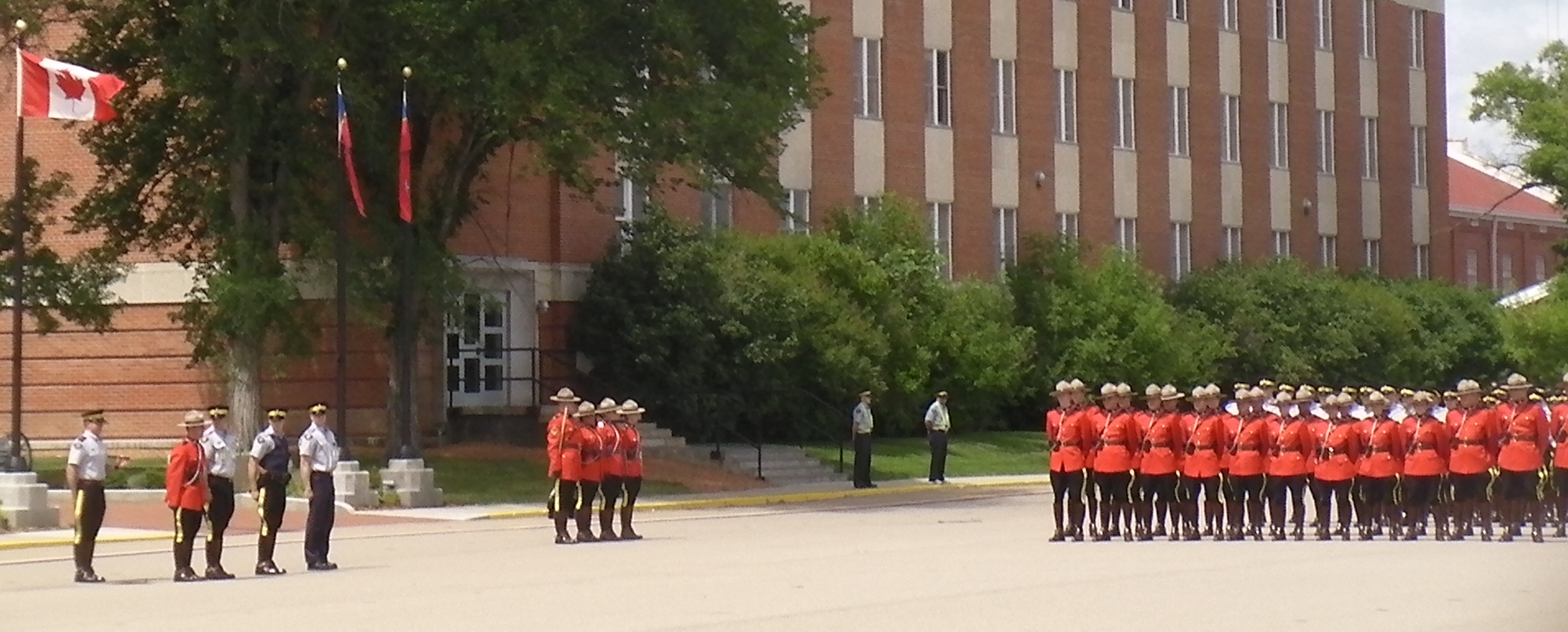
Graduierungsfeier an der RCMP Academy

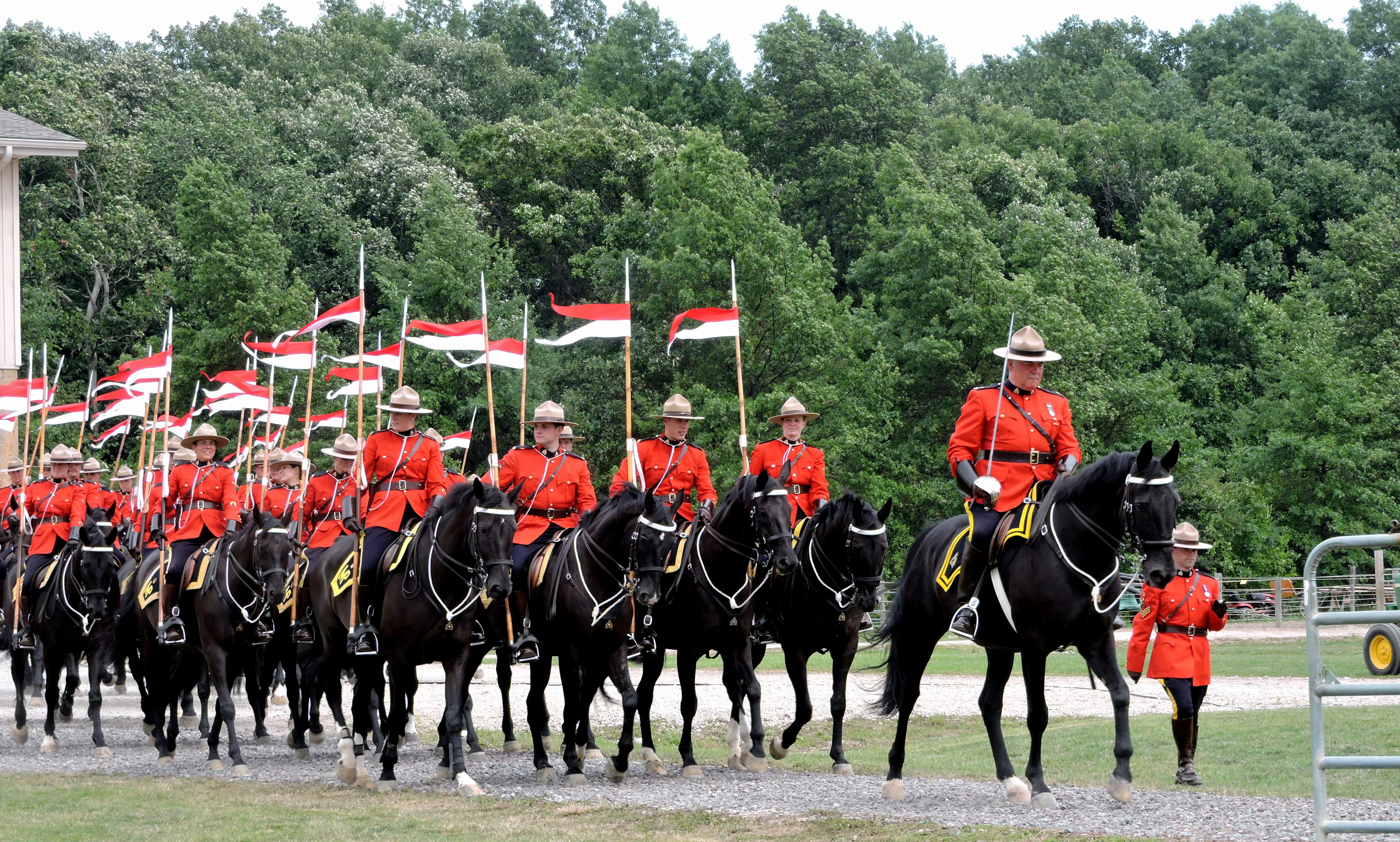
Berittene RCMP-Einheiten beim jährlichen Musical Ride

Die RCMP verfügt über das National Headquarters in Ottawa sowie die 15 Divisions, welche sich auf die Provinzen verteilen und für diese sowie die teils angrenzenden Gebiete zuständig sind. Des Weiteren verfügt die RCMP rund 700 lokale Dienststellen.

### Divisionen
Die RCMP teilt Kanada zu Kommandozwecken in Divisions auf, wobei diese Einheiten in der Regel einer Provinz entsprechen:
- Ottawa: National Division
- Neufundland und Labrador: B Division
- Québec: C Division
- Manitoba: D Division
- British Columbia: E Division
- Saskatchewan: F Division
- Nordwest-Territorien: G Division
- Nova Scotia: H Division
- New Brunswick: J Division
- Alberta: K Division
- Prince Edward Island: L Division
- Yukon: M Division
- Ontario: O Division
- Nunavut: V Division
- RCMP Academy in Regina, Saskatchewan und das Police Dog Service Training Centre in Innisfail, Alberta: Depot Division[15]

### Dienstgrade der Royal Canadian Mounted Police
Folgende Dienstgrade werden in der RCMP geführt (englisch/französisch).
- Commissioner/Commissaire
- Deputy Commissioner/Sous-commissaire
- Assistant Commissioner/Commissaire adjoint
- Chief Superintendent/Surintendant principal
- Superintendent/Surintendant
- Inspector/Inspecteur
- Corps Sergeant Major/Sergent-major du corps
- Sergeant Major/Sergent-major
- Staff Sergeant Major/Sergent-major d’état major
- Staff Sergeant/Sergent d’état-major
- Sergeant/Sergent
- Corporal/Caporal
- Constable/Gendarme

Daneben gibt es auch ziviles Personal in der RCMP. Dessen Anteil liegt bei etwa 13 %. Die Zivilisten haben wissenschaftliche, technische oder administrative Aufgaben.

## Ausrüstung

### Fahrzeuge

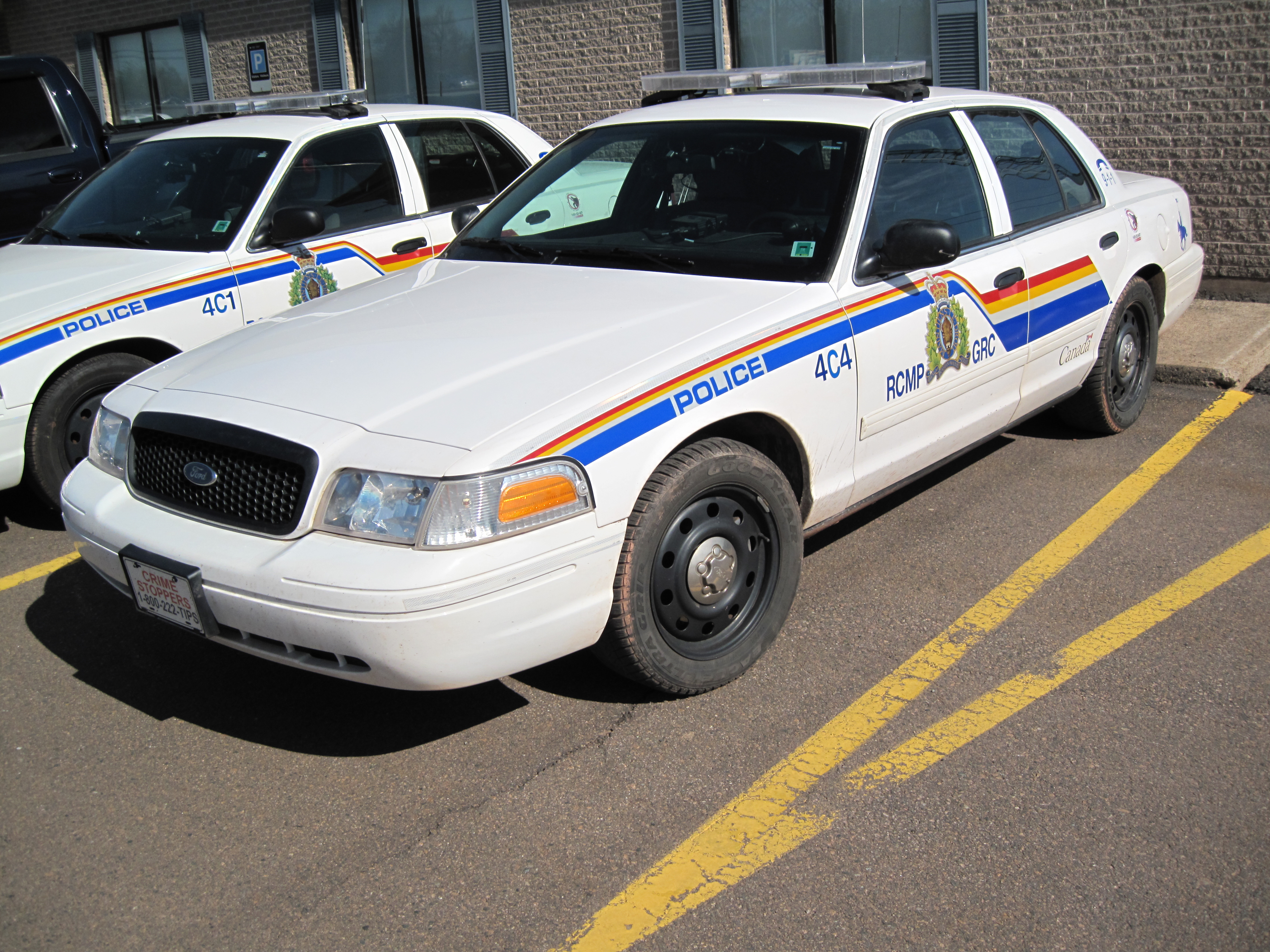
Ford Crown Victoria-Streifenwagen

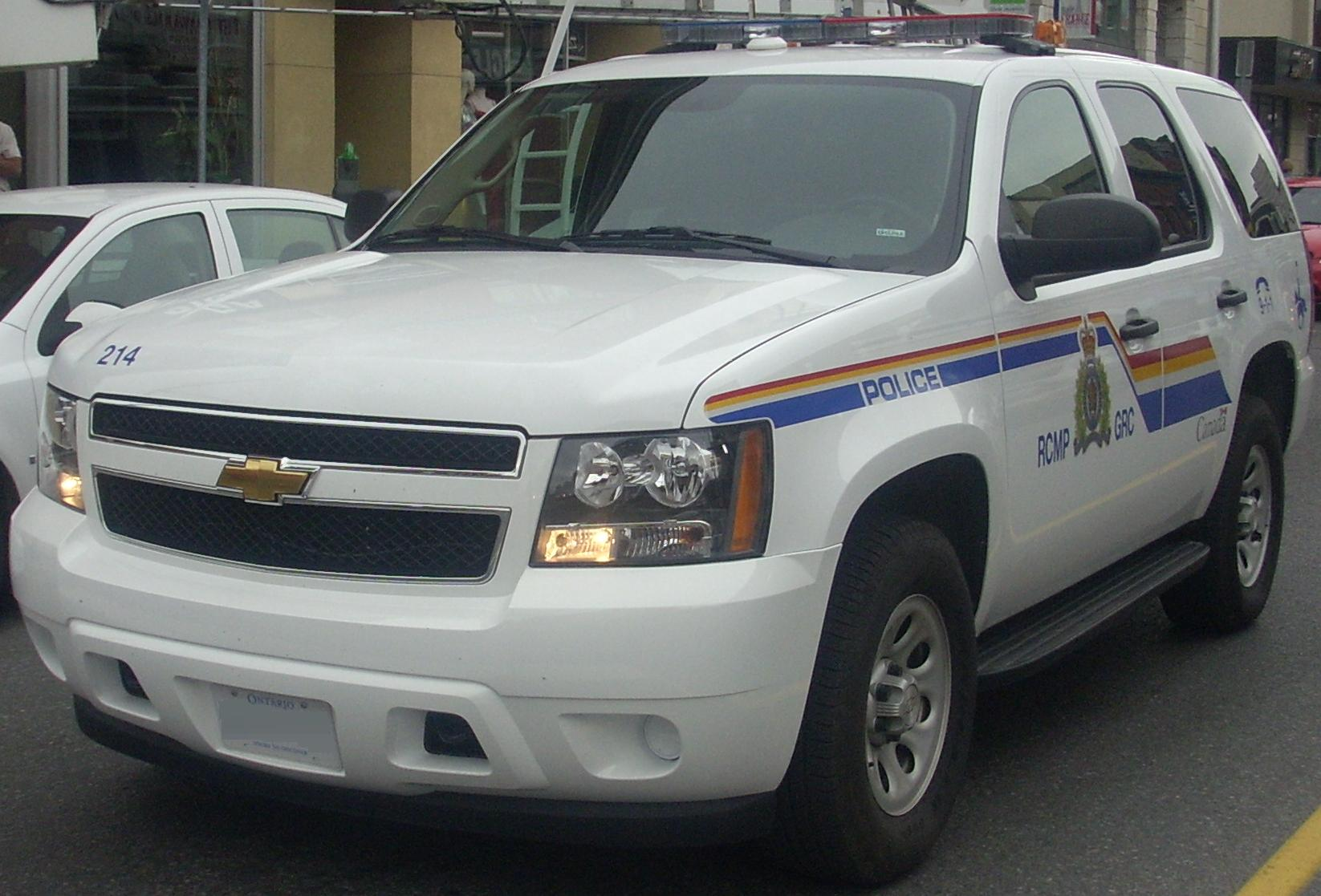
Chevrolet Tahoe patrol SUV

Die RCMP verfügt über den folgenden Fuhrpark (Stand: 2010):
- Streifenwagen: 5600
- Lkw: 2350
- Motorräder: 34
- Kleine Schneemobile: 481
- Quads: 181
- Motordraisine: 1
- Traktoren: 27
- Busse: 3

Insgesamt beläuft sich der Fuhrpark auf 8677 Fahrzeuge.

### Fahrzeugmodelle
- Chevrolet Caprice
- Chevrolet Impala
- Chevrolet Silverado
- Chevrolet Suburban
- Chevrolet Tahoe
- Ford Crown Victoria Police Interceptor
- Ford Escape
- Ford Expedition
- Ford Police Interceptor Utility
- Ford Super Duty
- Chrysler PT Cruiser
- Toyota Camry
- Toyota Prius
- Honda Civic
- Smart Fortwo

### Flugzeuge und Boote
Hinzu kommen Flugzeuge für Luftpatrouillen für Grenzkontrollen und Unterstützung der Beamten am Boden sowie mehrere Patrouillenboote, die für die Gewässer und Landesgrenzen zuständig sind und die polizeilichen Aufgaben einer Küstenwache übernehmen. Die Coast Guard Canada hat keine polizeilichen Aufgaben.
Im Juli 2022 hatte die RCMP 35 Polizeiflugzeuge (9 Hubschrauber und 26 Starrflügler) bei Transport Canada registriert.

### Bewaffnung
- Smith & Wesson model 5946
- Heckler & Koch MP5
- Remington 12 Gauge Shotgun
- SIG Sauer 220R .45 / SIG Sauer 226R .40 S&W
- Taser International M26 & X26

## International Police Pistol Competition
Jährlich findet ein Schießwettbewerb zwischen den Alaska State Troopers und der Royal Canadian Mounted Police statt. Diese Veranstaltung findet im Spätsommer statt und ist eine Tradition, die seit 1959 – als Alaska ein US-Bundesstaat wurde – gepflegt wird. Neben dem Schießen müssen die Polizisten auch einen Hindernisparcours bewältigen. Inspector Joe Vachon, der damalige Kommandeur der Royal Canadian Mounted Police, versuchte einen Weg zu finden, wie man den kollegialen Zusammenhalt und die kollegiale Zusammenarbeit zwischen den Polizisten auf beiden Seiten der Grenze verbessern könne.
Am 21. August 2010 fand die 50. Veranstaltung statt. Nach zwei Jahren gelang es der Royal Canadian Mounted Police, den begehrten Pokal wiederzugewinnen.

## Sonstiges
Die RCMP wurde in Deutschland auch bekannt durch die Serie Ein Mountie in Chicago und das Holzfäller-Lied. Schon von 1959 bis 1960 erschienen Comics mit Abenteuern der Mounties im Lehning-Verlag unter dem Titel Bill der Grenzreiter als Piccolo- oder Streifenhefte, von 1960 bis 1962 als Großbandhefte (ca. DIN A5) unter den Titeln Bill der rote Reiter und Sergeant Bill. Von 1961 bis 1962 zeigte das erste Fernsehprogramm 11 von 39 Folgen der kanadisch-britischen TV-Serie R.C.M.P. – Royal Canadian Mounted Police.
Obwohl es sich bei der RCMP um eine zivile Polizeieinheit handelt, verlieh König Georg V. ihr 1921 den Status eines Dragonerregiments, nachdem viele ihrer Mitglieder im Ersten Weltkrieg gedient hatten, und berechtigte sie damit, die ihr verliehenen militärischen Auszeichnungen (battle honours) zu tragen.
Die RCMP stellte 1937 im Vorfeld der Krönung von König Georg VI. die Leibgarde des Königs auf der Horse Guards Parade. Die RCMP stellte im Mai 2012 während der Feierlichkeiten zum diamantenen Thronjubiläum von Königin Elisabeth II. die Leibgarde der Königin und führte im September 2022 den Trauerzug beim Staatsbegräbnis für Elisabeth II. an.